# Candrenos
Candrenos (en griego: Χανδρηνός: ; fl. 1305–1310/11) fue un general bizantino que se distinguió por sus exitosas expediciones contra la Gran compañía catalana.
Se sabe muy poco de Candrenos, pues su vida y obras están registradas solo en un discurso al Emperador Andrónico II Paleólogo de su posible pariente Tomás Magistro, compuesto para defenderlo de las acusaciones de traición en algún momento en los años 1310. Nacido en una familia terrateniente Asia Menor, luchó contra los turcos con cierto éxito, de modo que, según Tomás, hasta ellos estimaron su coraje. No obstante, fue incapaz de refrenar la oleada conquistadora turca y abandonó el Asia Menor tras caer sus tierras ancestrales. Posteriormente participó como uno de los comandantes del ejército imperial en la batalla de Apros el 10 de julio de 1305, contra la Gran Compañía Catalana. Candrenos luchó con valor y distinción, pero los bizantinos fueron vencidos por los catalanes.
En 1308–09, fue enviado a Macedonia, adonde se habían trasladado los catalanes, bajo el mando general del megas stratopedarches Ángelo Paleólogo. Se cree que allí Candrenos ayudó a repeler el ataque de los catalanes en Tesalónica, la segunda ciudad más grande del Imperio bizantino, probablemente atacando sus líneas de asedio. Tras abandonar los catalanes el asedio de la ciudad a comienzos de 1309, las expediciones de Candrenos los confinaron a su base en Casandrea, cortando sus suministros y poniendo fin a sus devastadores ataques en el campo circundante, que incluso habían amenazado los monasterios del Monte Atos. Como resultado, en la primavera de 1309 los confinados catalanes dejaron Casandrea e invadieron Tesalia, gobernada por el débil Juan II Ducas. Los catalanes saquearon la región y obligaron así a Juan a pedir ayuda a los bizantinos. Candrenos marchó hacia el sur desde Tesalónica, y se le unieron voluntarios locales, motivados por llamamientos y promesas de recompensa del emperador bizantino. Los catalanes fueron derrotados en enfrentamientos menores y expulsados del Tesalia. Allí fueron tomados al servicio del Ducado de Atenas, y volviendo al norte conquistaron gran parte de Tesalia, obligando a Juan II a pedir la paz. Sin embargo, después de que el duque de Atenas, Gualterio de Brienne, intentara despedirlos, atacaron al ducado y lo tomaron tras su aplastante victoria sobre el ejército de Gualterio en la batalla del río Cefiso en 1311.
Mientras tanto, en 1309 Candrenos había derrotado y expulsado una invasión serbia de Macedonia, asistido por 1.500 turcos que, bajo su líder Malik, habían desertado de la Compañía catalana y habían buscado refugio en Serbia. En algún momento de la década de 1310 (probablemente alrededor de 1310/11) Candrenos estaba en Constantinopla, donde fue acusado de traición por miembros de la corte imperial, probablemente como resultado de celos por sus éxitos militares, y fue defendido ante el emperador por Tomás Magistro.